# Alberto Lagarde Aramburu
Alberto Lagarde Aramburu (1885 - Alacant, 14 de juliol de 1968) fou un enginyer militar i polític espanyol, president de la Diputació d'Alacant durant el franquisme.
Va estudiar a l'Acadèmia d'Enginyers de Guadalajara i a l'Acadèmia d'Infanteria de Toledo. Durant la guerra del Marroc va participar en el desembarcament d'Alhucemas. En esclatar la guerra civil espanyola es va posar a les ordres del general Juan Yagüe Blanco, del bàndol revoltat, i va participar en la batalla de Belchite, a la batalla de Brunete i a la batalla de l'Ebre, i en acabar el conflicte assolí el grau de coronel. Durant la postguerra fou comissionat militar a Alemanya i a Itàlia, el 1945 fou governador militar de Biscaia i el 1948 fou ascendit a general de divisió. En 1949 fou nomenat governador militar d'Alacant i cap de la 32a Divisió de l'Exèrcit Franquista, ocupant el càrrec fins que va passar a la reserva el 1951. Aleshores es va establir a Alacant, on va participar en diverses activitats culturals i l'abril de 1960 fou nomenat president de la Diputació d'Alacant i procurador en Corts. Va cessar del càrrec el gener de 1964 per motius de salut.